# Мюней, Майкл
Майкл Мюней (англ. Michael Muhney, род. 12 июня 1975) — американский телевизионный актёр. Получил известность благодаря роли шерифа Дона Лэмба в сериале «Вероника Марс», где снимался с 2004 по 2007 год. Ранее снялся в паре недолго просуществовавших сериалов, а также был гостем в таких шоу, как «Скорая помощь», «Зачарованные» и «Без следа».
В 2000 году снялся в фильме «Виртуальный кошмар».
После «Вероники Марс» Мюней снялся в нескольких неудачных фильмах, а в 2009 году присоединился к дневной мыльной опере «Молодые и дерзкие» в роли Адама Ньюмана. В 2013 году был номинироваг на дневную премию «Эмми» за лучшую мужскую роль. 17 декабря 2013 года было объявлено, что Мюней был уволен из мыльной оперы, как позже выяснилось, за конфликты на съёмках и сексуальные домогательства к Хантер Кинг.